# Asthenes maculicauda
Asthenes maculicauda là một loài chim trong họ Furnariidae.